# Parectopa capnias
Parectopa capnias là một loài bướm đêm thuộc họ Gracillariidae. Loài này có ở Ấn Độ (Maharashtra) và Sri Lanka.
Ấu trùng ăn Ixora parviflora. Chúng có thể ăn lá nơi chúng làm tổ.